# Фторид протактиния(V)
Фторид протактиния(V) — бинарное неорганическое соединение, соль металла протактиния и плавиковой кислоты с формулой PaF5, бесцветные кристаллы, малорастворимые в холодной воде, образует кристаллогидрат.

## Получение
- Действие фтора на металлический протактиний:

{\displaystyle {\mathsf {2Pa+5F_{2}\ {\xrightarrow {200-250^{o}C}}\ 2PaF_{5}}}}
- Растворение в горячей плавиковой кислоте оксида протактиния(V):

{\displaystyle {\mathsf {Pa_{2}O_{5}+10HF\ {\xrightarrow {110^{o}C}}\ 2PaF_{5}+5H_{2}O}}}
- Действие фтора на фторид протактиния(IV):

{\displaystyle {\mathsf {2PaF_{4}+F_{2}\ {\xrightarrow {700^{o}C}}\ 2PaF_{5}}}}

## Физические свойства
Фторид протактиния(V) образует бесцветные гигроскопичные кристаллы
тетрагональной сингонии,

параметры ячейки a = 1,1525 нм, c = 0,5218 нм, Z = 8,
структура типа пентафторида урана β-UF5
.
Мало растворимы в холодной воде, реагируют с горячей.
Образует кристаллогидрат состава PaF5•2H2O.

## Химические свойства
- Кристаллогидрат при нагревании разлагается:

{\displaystyle {\mathsf {2(PaF_{5}\cdot 2H_{2}O)\ {\xrightarrow {160^{o}C}}\ Pa_{2}OF_{8}\downarrow +2HF+H_{2}O}}}
- Реагирует с горячей водой:

{\displaystyle {\mathsf {PaF_{5}+5H_{2}O\ {\xrightarrow {100^{o}C}}\ Pa(OH)_{5}\downarrow +5HF}}}
- С концентрированной плавиковой кислотой образует комплексное соединение:

{\displaystyle {\mathsf {PaF_{5}+HF\ {\xrightarrow {}}\ H[PaF_{6}]}}}
- С насыщенным раствором фторида калия образует комплексную соль:

{\displaystyle {\mathsf {PaF_{5}+2KF\ {\xrightarrow {}}\ K_{2}[PaF_{7}]\downarrow }}}
- При сплавлении с фторидами щелочных металлов образует комплексные соли:

{\displaystyle {\mathsf {PaF_{5}+3LiF\ {\xrightarrow {1000^{o}C}}\ Li_{3}[PaF_{8}]}}}
{\displaystyle {\mathsf {PaF_{5}+4CsF\ {\xrightarrow {700-750^{o}C}}\ Cs_{4}[PaF_{9}]}}}